# Château de Falkenstein (Autriche)
Le château fort de Falkenstein est une forteresse du XIe siècle située au nord du Weinviertel, près du bourg frontalier de Marktgemeinde Falkenstein. Le château domine la plaine de Moravie depuis un éperon calcaire rocheux, à 415 m d'altitude. 

## Histoire

### Construction
Cette forteresse d'empire fut édifiée vers 1050 et attribuée à la paroisse de Falkenstein. On suppose qu'elle a été édifiée dans le contexte de la seconde colonisation du Weinviertel par les comtes de Neuburg-Falkenstein, vassaux de l’empereur Henri III. En 1106 , par l'union de Léopold III avec la fille de l'empereur, Agnès de Waiblingen, ce château royal revenait en dot aux seigneurs de la région. Jusqu'en 1571 il demeura un fief princier.
Mais Falkenstein était régulièrement confié à des seigneuries locales : les princes de Liechtenstein, qui en étaient les maîtres entre 1480 et 1571, l'ont confié aux barons de Fünfkirchen. À la mort de Hans III Fünfkirchen, le château fut vendu au seigneur de Trautson, Johann Bernhard von Fünfkirchen, le fils de Hans .

### Les anabaptistes et les geôles de Falkenstein
En 1539, 150 anabaptistes y furent incarcérés avant leur transfert à Trieste en 1540, où ils furent vendus comme galériens. Il y avait parmi eux l'apologète hutteriste Kaspar Braitmichel, qui parvint à prendre la fuite. Le calvaire des anabaptistes est rapporté en détail dans le Miroir des martyrs.
En mémoire des martyrs anabaptistes détenus au château, un musée, le Täufergwölb, a été inauguré en juin 2011 dans l'enceinte. La réplique d'une galère a été reconstruite dans la cour,.

### Fief des barons de Trautson

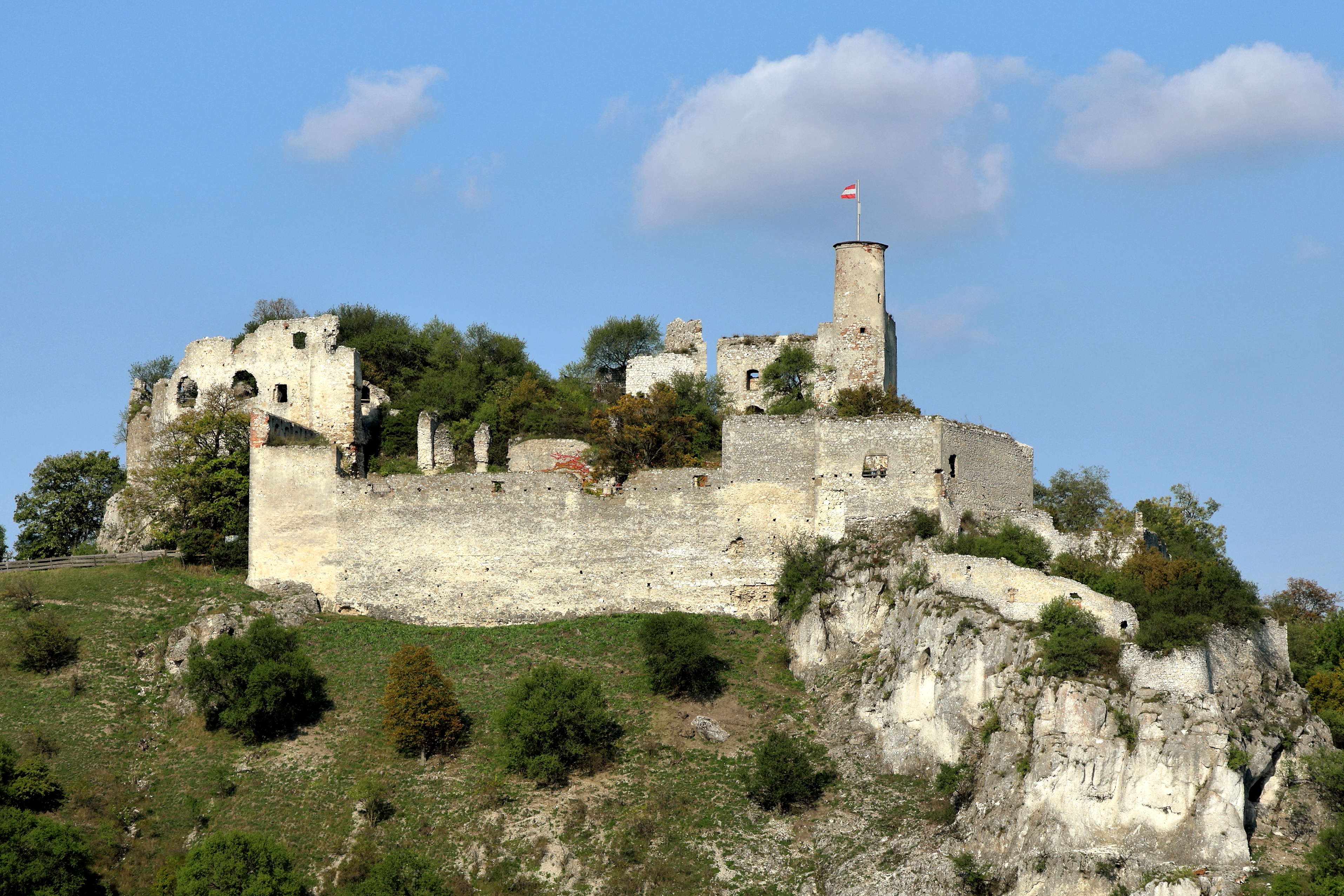
Le rempart sud du château fort de Falkenstein continue de dominer les ruines. Le clocher de la chapelle date de 1620.

En 1572, Maximilien II vend le château et les titres de Falkenstein à son précepteur, le baron Hans von Trautson. En 1600, le fils de ce dernier, Paul-Sixte III von Trautson, fait reconstruire Falkenstein dans le style Renaissance. Au sud, un rempart muni d'une redoute enferme une basse-cour (« la roseraie »), et forme une triple enceinte. Les travaux s'achèvent vers 1620 avec l'érection du clocher rond de la chapelle.
En 1645, au cours de l'ultime phase de la guerre de Trente Ans, les Suédois du général Lennart Torstensson s'emparent de la forteresse, sans la détruire : c'est par un acte de trahison qu'ils obtiennent l'accès au château.

### La ruine de Falkenstein
La décadence du château commence dès la fin du XVIIe siècle, ses propriétaires l'utilisant comme carrière de pierres. À la mort du baron Jean-Guillaume, dernier des Trautson, Falkenstein échoit à Heinrich Josef von Auersperg, puis aux barons de Bartenstein et en 1850 au comte Vrints zu Falkenstein, qui fait ouvrir l'accès des ruines du château aux visiteurs, et crée une fondation pour la sauvegarde de l'édifice. Depuis 1992, le Bundesdenkmalamt organise des fouilles archéologiques. Chaque été, les ruines servent de décor à des spectacles historiques et des reconstitutions de tournois de chevalerie.

## Voir également
- « Falkenstein (Weinviertel) - Burgruine », sur burgen-austria
- Photos du château fort de Falkenstein